# Playa de Plencia
La playa de Plencia, situada en el municipio vizcaíno de Plencia, País Vasco (España), es una de las dos mitades en las que está dividida la playa que forma el río Butrón en su desembocadura en el mar Cantábrico. La otra mitad corresponde al municipio de Górliz, estando ambas separadas por el arroyo Txatxarro y el edificio de la estación marítima de Plencia.

## Área

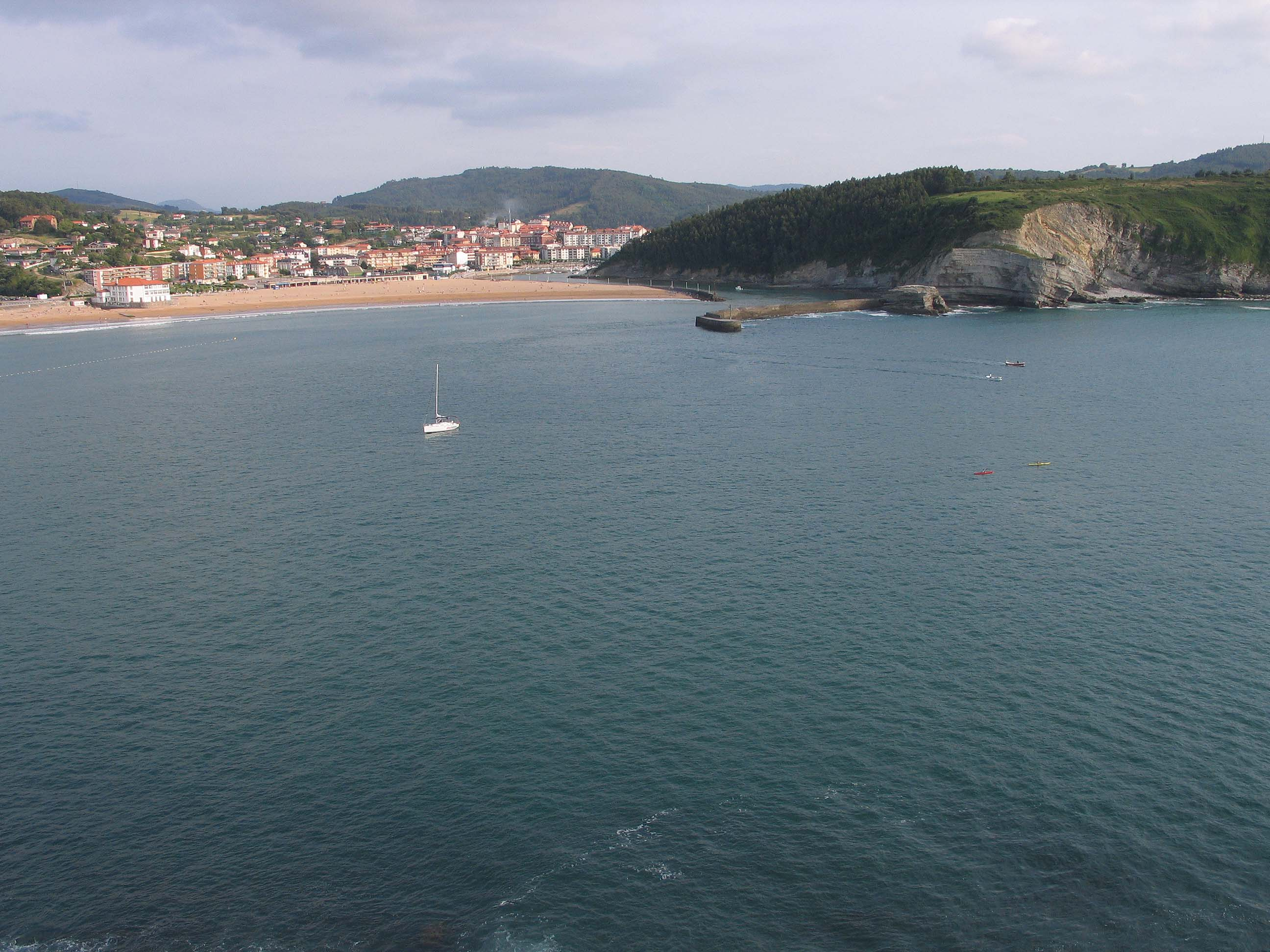
Bahía de Plencia: A la izquierda, Górliz (hasta el edificio blanco); en el centro Plencia, con la desembocadura de su ría); a la derecha, una cala de Barrica.

- Bajamar: 75 497 m²
- Pleamar: 34 137 m²